# 土塔
土塔（どとう）は、大阪府堺市中区土塔町にある階段ピラミッド形状の土製の仏塔。奈良時代に行基が建立した大野寺の境内に建立されたもので、大野寺土塔（おおのでらどとう）とも呼ばれる。国の史跡に指定され、多くの出土物が国の重要文化財に指定されている。

## 歴史・地理

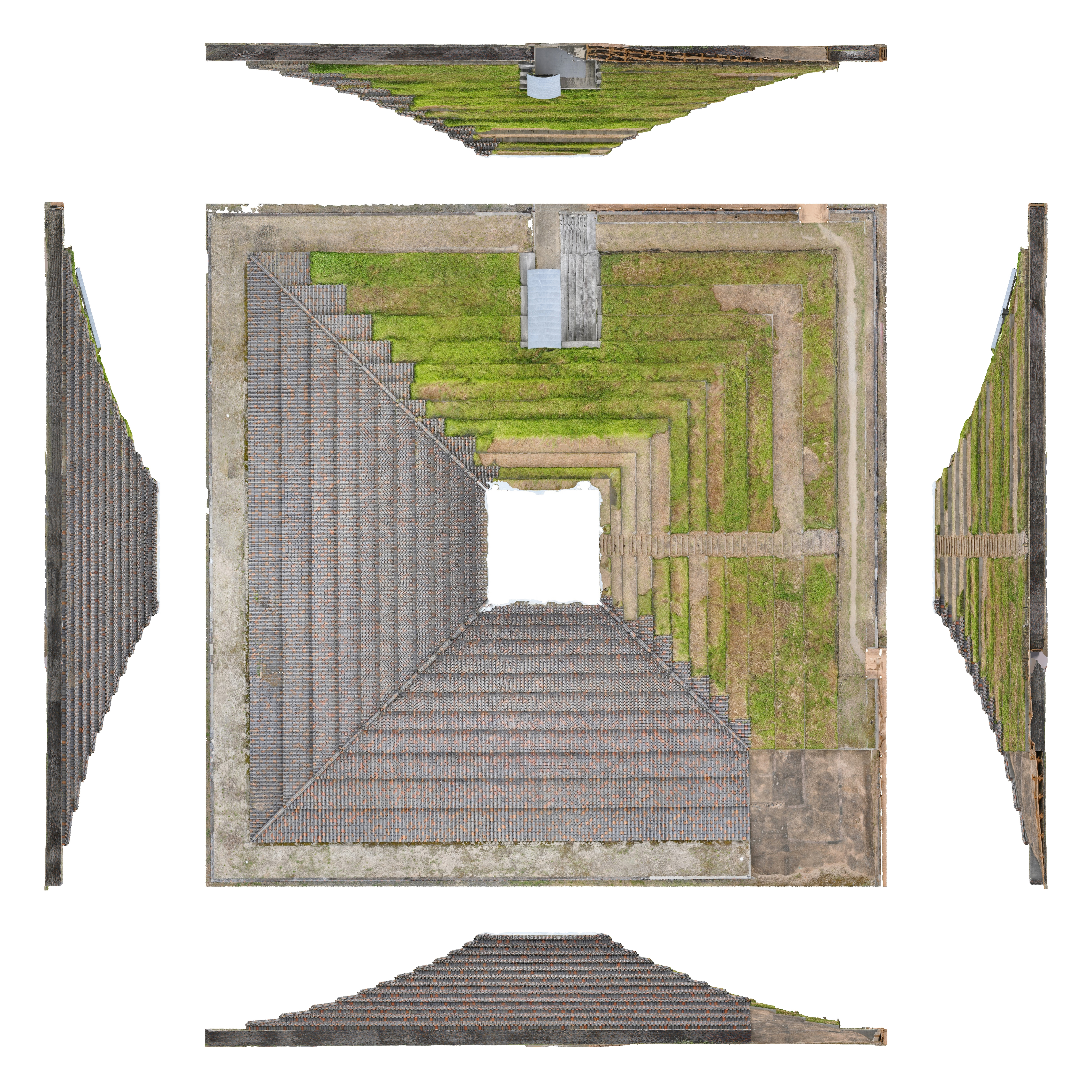
展開図

土塔は、奈良時代初期の和泉監大鳥郡土師郷にあった行基建立四十九院のひとつに数えられている大野寺境内に築造された仏塔である。平安時代末期の安元元年（1175年）に成立した『行基年譜』によると、神亀4年（727年）行基によって大野寺、大野尼院が創建され、その際に起工したと記されている。その他にも、鎌倉時代の『行基菩薩行状絵伝』（家原寺蔵：重要文化財）に、大野寺本堂、門とともに土塔が描かれ、塔の頂部に露盤と宝珠が表現され、「大野寺 御年六十歳神亀4年 十三重土塔在之」と記されている。また江戸時代末期の・弘化4年（1748年）の『土師村絵図』に、大野寺の諸堂宇とともに十三重土塔が描かれている。
大野寺は室町時代に火災で消失し中絶したが、江戸時代になり土塔前に再興され、現存する大野寺は真言宗に属し、山号は土塔山。現在の本堂は江戸時代中期の建立で、家原寺の仁王像（江戸時代作）は、かつての大野寺のものであると伝わる。現在の寺域は門、本堂、庫裏のみで、かなり狭くなっているが、境内に今も残る礎石、かつての寺域に接して築造されている大門池などの規模から創建当時は大寺院だったと考えられている。
土塔が位置する土師郷（現・土塔町）の地は、標高50 メートル前後で、泉北丘陵が東から西の海に緩やかに傾斜する洪積台地上にあり、水利の便が極めて悪い場所であった。土塔は丘陵が東から北へ向きを変える位置にあり、南からの視界が良好な場所にある。

## 史跡指定
大正時代初期ごろから文字瓦の出土が知られ、1914年（大正3年）に木崎愛吉が『摂河泉金石文』で文字瓦を紹介したのが学史上の出発点とされ、大正年間に研究者らが数度文字瓦について紹介しているが、土塔については方墳などの古墳の可能性があるとしてきた。
土塔は私有地であったため、1946年（昭和21年）秋ごろから土塔からの土取りが始まり、北東側の4分の1程度が破壊されたため、1952年（昭和27年）に大阪府教育委員会により史跡の仮指定と緊急調査が行われたが、土塔の周辺に環濠がなく、埴輪や葺石が発見されず、古墳とは考えられないと結論が出された。その時に、土塔表面から、ヘラで刻まれた人名の入った瓦（刻書瓦）が90点発見されている。その後、土塔と周辺の土地が府によって買い上げられ、翌年の1953年（昭和28年）に国の史跡に指定されている。

## 発掘調査
形状は階段ピラミッド状で、インド由来の仏塔の原型に近く、東南アジア周辺の塔に類似している。日本国内で形態に類似性が認められる遺構として、奈良市高畑町の「頭塔」がある。
1997年（平成9年）から2003年（平成15年）に公園、街路整備、および史跡整備に伴う発掘調査が行われた。
土塔
土塔の各辺は東西南北の正方位に一致し、基壇の一辺は53.1 メートル（180尺）、高さ8.6 メートル以上（30尺を超える）に及び、四角錐で頂部が平らな13重の塔であったと推定されている。基壇の一部に瓦積み外装が残っており、基壇の復元値は高さ約1.18 メートル（4尺）、奥行3.245 メートル（11尺）であった。各層の高さは約0.6 メートル（2尺）で、初層の奥行は2.065 メートル（7尺）、2層目奥行が2.36 メートル（8尺）、3層目奥行が2.065 メートル（7尺）、11層目が0.885 メートル（3尺）で、原則的には上層ほど奥行が狭い。また各層の1辺は、初層が46.61 メートル（158尺）、2層目が41.3 メートル（140尺）、3層目が36.58 メートル（124尺）、11層目が12.39 メートル（42尺）だが、逓減率は一定でなく、途中で変化があることで、低くても高く見せる効果があると考えられている。13層目には、『行基菩薩行状絵伝』（家原寺蔵）に露盤と宝珠が描かれているが、発掘調査では、それらを裏付ける遺構は発見されなかった。しかし土嚢様に固められた粘土塊列が直径6 メートルの円状に配置されていることが判明し、塔頂部の形状のみが円形だったと考えられている。しかし築造時の状況を復元するには至らなかったが、出土した不明須恵器、瓦質製品があり、少破片ではあるが組み合わせて復元を試みると、陶製の相輪を考えさせるものでだった。
土塔に用いられている土は、この地域に広く見られる赤褐色の粘性土や砂礫混じり土による盛土により築造され、基壇や各層の前面に目印となるような黒褐色粘土や灰白色粘土の粘土塊（ブロック状）を積み重ね並べられ、その間に盛土を入れ水平に突き固めながら盛り上げている。また大量の瓦が使用されているが、瓦を焼いたと考えられる瓦窯が土塔から北西約170 メートルの場所で2基重なって見つかり、大野寺瓦窯と命名されている。

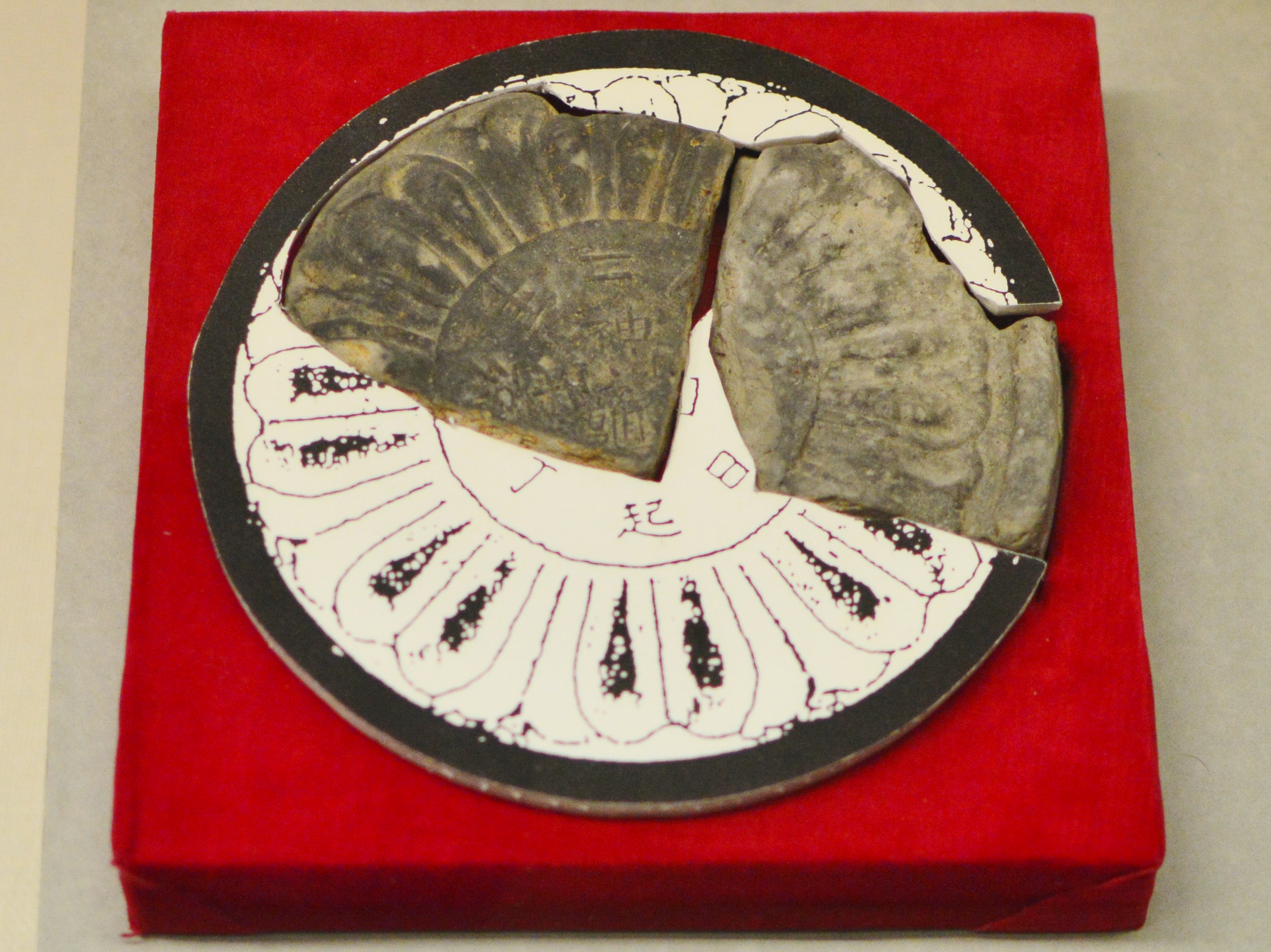
「神亀四年」銘 軒丸瓦堺市博物館展示。

出土物
奈良時代から江戸時代のものまでを含め1171点の文字瓦や絵画などを描いた物が出土しているが、重要文化財に指定された出土物は、瓦范による神亀4年の型押銘がある軒丸瓦残欠2点、刻書瓦780点、刻書須恵器残欠4点、銭貨残欠2点、刻書瓦残欠294点の総数1082点の遺物で、その総量は、重量27435 キログラムにのぼる。瓦は土塔の各段の平坦面に葺かれていたと考えられ、瓦が葺かれた原位置から出土した例はごく一部で、その多くは土塔の基壇やその周辺に崩落した土中から出土している。出土した瓦に、「神亀4年（略）起」や「神亀5年」とヘラで記した瓦があり、土塔の築造が神亀4年（727年）に始まり、完工まで2年以上要したと考えられた。それは『行基年譜』に記された大野寺創建年とも一致し、土塔の建立年代が文献と考古資料の双方から実証されたといえる。また奈良時代から室町時代までの瓦が多く出土していることから、各時代で修復を繰り返していたことが窺える。文字瓦は、瓦を焼く前にヘラなどの道具を使って刻まれており、文字の内容は、奈良時代の瓦では人名1069点、人名以外40点、絵画5点であった。
須恵器4点は、それぞれに接合個所は無いが焼成など共通性から同一個体と考えられ、外面に縦線が引かれ行書による丁寧な文字が書かれている。また文字のない破片が無いことから、外面全集に文字が書かれていた可能性が高く、文面は願文であると考えられている。

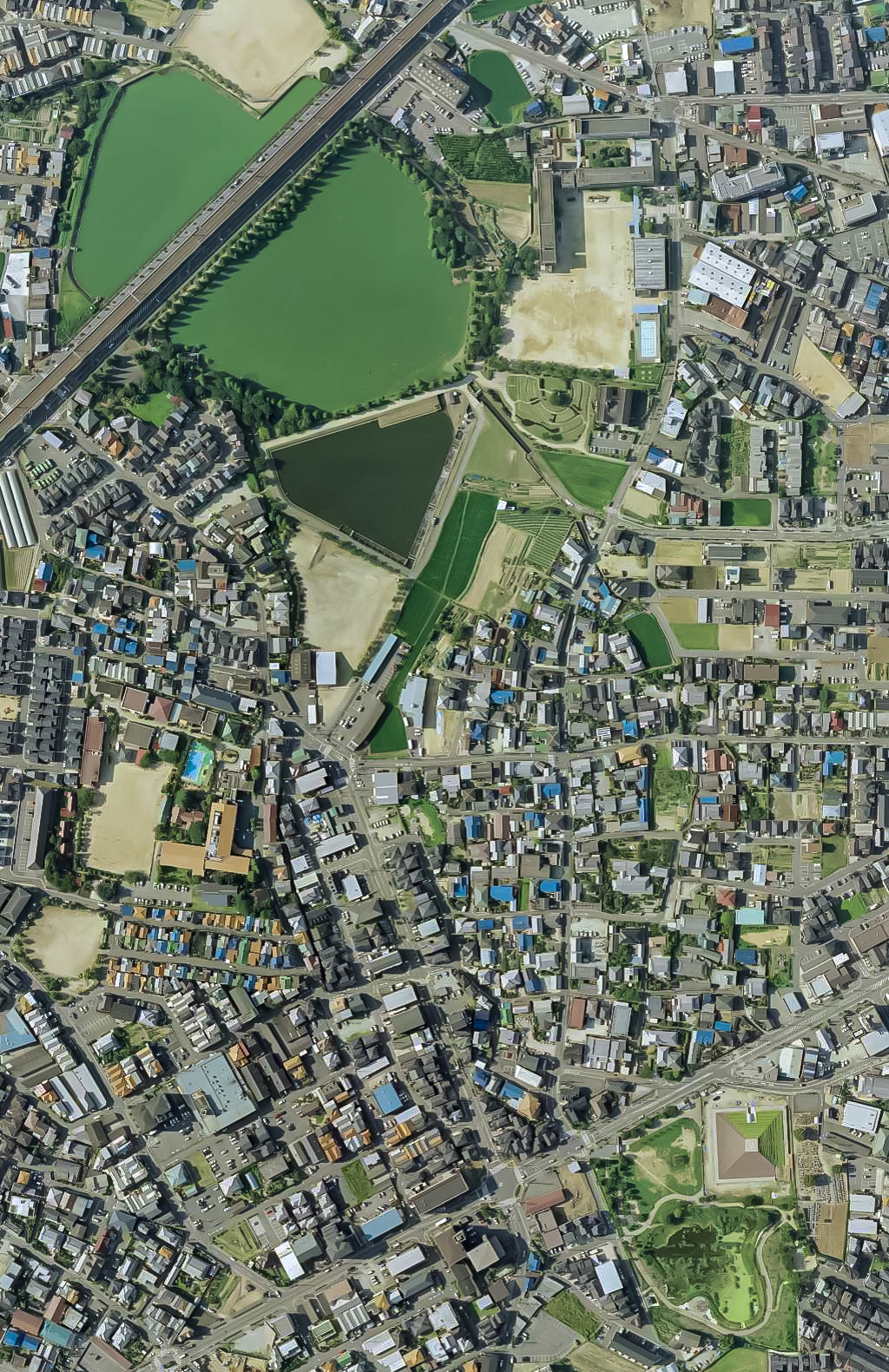
土塔（右下）と、行基が築造した「薦江池（こもえいけ）」に相当すると考えられる「菰池」（左上）の空中写真（2007年）。

発掘調査からの考察
『行基年譜』によると土師郷では、天平13年（741年）ごろまでに土室池、長土池、野中布施屋が造成されており、大野寺建立にさいしても、まず住民の利便に直結する農業生産を支える灌漑池を作ることから始め、その造成のために集まった人々を仏教用語でいう「知識」として編成し、寺と布施屋の建立が行われたと考えられている。土塔の北方約460 メートルには、行基が天平13年（741年）以前に造成した「薦江池（こもえいけ）」に相当すると考えられる「菰池」がある。また土塔の築造には大量の土砂を必要とするが、灌漑池の造成において大量の土砂が発生するため、土塔の造営と池の造成は、表裏一体の関係にあったともいえる。
土塔から西、および北西方向には奈良時代の遺跡が点在するが、その中に土師観音廃寺（堺市土師町）があり、そこから八葉複弁蓮華紋軒丸瓦と均整唐草紋軒平瓦が出土しており、土塔からも同笵（注2笵参照）の瓦が出土していることから、土塔の造営に、かつて百舌鳥古墳群の造営に従事した集団の後裔にあたる土師氏が関わっていたと考えらる。また出土した瓦にあった名に「大村氏」、「荒田氏」、「神氏」などの氏族名があり、これらの氏族は、土塔の南に広がる泉北丘陵の陶邑窯跡群とよばれる須恵器窯を中心とした遺跡群が所在する地域に拠点があったとされ、窯生産と関わりがあったと考えられる。これらのことから土木技術を持つ土師氏と、窯業技術をもつ陶邑窯跡群周辺の氏族が得意分野を生かした建造物として、土を盛った上に瓦を葺くという、日本でも稀な仏塔が造営されることになったと考えられる。
土塔の軒瓦の出土数量からすると、13層全てに軒瓦が吹かれていたとは考えにくく、どの場所かは判明しないが、限られた場所にのみ瓦が葺かれていたと考えられる。また土塔周囲には奈良時代に遡る遺構や遺物が発見されておらず、奈良時代には土塔以外の堂宇が存在していなかった可能性がある。その場合、土塔周囲から出土した奈良時代の瓦はすべてが土塔に葺かていたと考えられる。しかし、鎌倉時代の『行基菩薩行状絵伝』（家原寺蔵）には、堂宇が描かれているため、遅くとも鎌倉時代には整った伽藍のある寺院であったと考えられる。
塔頂部13層目は円形であったことは判明したものの、築造時の状況を復元するには至らなかったが、復元を大胆に考察すると円形の亀腹の上に八角形の木造の建物があり、屋根は本瓦葺で薄手の瓦を使用した可能性が高いと考察できた。この考察は、出土物のなかには用途不明の須恵器があり、いずれも小破片で復元困難であったが、土塔頂部に据えた陶製相輪と考えることが可能なものがあったことや、中国の敦煌の壁画に円形の基壇を持つ塔が描かれ、それは奈良時代に並行する時期のものであること、また奈良の頭塔では頭頂に直径46 センチメートルの心柱痕跡と、遺構面から2.12 メートル下に心礎石が見つかっており、そこに八角形の小仏塔が存在していたと想定されていることからも、土塔にも同様の八角小塔が存在したと考察するに至った。ただ、土塔では塔頂部で地下レーダー探査により心礎石を探査したが、心礎石の反応は見られず、現状ではその存否は不明である。
基本的に瓦1枚に1名の名が記されているが、文字瓦の筆跡については大半が異なっていることから、基本的に各自で名を記したと考えられる。人々が名を刻む行為は、財力や労力を寄進した人々が仏と縁を結ぶ意味で行われたと考えられる。この行為を行った人々は、行基に従った人々で仏教用語でいう「知識」とされる人々であり、行基の土塔建立を「知識」が支えたことを裏付けることができるといえ、出土刻書瓦の中には｢知識｣と記された出土物も存在する。
文字瓦の人名には、「矢田部連龍麻呂」（やたべのむらじたつまろ）などの豪族、「蓮光」などの僧侶名、「善智尼」などの尼僧名、「優婆塞」（うばそく）とよばれる出家していない信者、また「刀自古」（とじこ）などの一般民衆といった様々な階層のものが見られ、各階層の人々が広く「知識」として土塔の建立に参加していたことが窺える。また、絵画、寺院名、生産に関する記述、郷名などの地名があわせて記された瓦もあり、その内容は多彩である。 文字瓦には文献資料に見られる人名と一致する名「帝安」、「神蔵」があり、『大僧正記』に見える僧名と考えられる。『大僧正記』の成立年、筆者は不明だが、行基の弟子僧を「十弟子」、「翼従弟子」、「故侍者」、「親族弟子」の4つに分類し、34の僧名を記している。その中の「十弟子」、「親族弟子」の10名は出身氏族が書かれ、いずれも和泉国、河内国に本拠を持つか、居住していたことが知られる。土塔からはその内の5氏族の文字瓦（土師氏、秦氏、河原氏、大村氏、高志氏）が出土している。『大僧正記』の記述と文字瓦の僧名や氏族名の一致は、『大僧正記』の史料としての信用性が高いことを裏付けるといえ、また、それら氏族から弟子僧を排出し、行基の社会事業を氏族で協力し支えていたことが窺える。文字瓦を寄進した点数を、大野寺建立の貢献度合いに比例すると仮定した場合、大野寺建立の大檀越は土師宿祢氏、土師氏となり、陶邑窯跡群周辺に居住する氏族が瓦制作に関する技術や労働力の提供を行い、瓦制作以外の労働力は、各氏族支配下の民衆が動員されたと考えられ、それは主に大鳥郡、丹比郡を主体に集められたと考えられる。
一部の瓦が、京都市伏見区のオウセンドウ廃寺、ガンゼンドウ廃寺出土の瓦と同范の可能性が極めて高いと考えられている。これら2寺は、福山敏男が行基建立の法禅院と比定しているが、同范瓦が使用されていたならば、土塔と京都のそれら2寺院間に繋がりがあった可能性が高いと考えられ、それら2寺院が行基建立だった可能性を後押ししているともいえる。

## 現状
堺市では発掘調査終了後、2004年（平成16年）から2008年（平成20年）12月にかけ公園緑地整備、街路整備、および史跡整備を行っている。土塔は、発掘調査の成果を元にピラミッド状の段築の西面と南面に瓦葺の復元を行い、南東隅には土塔遺構の露出展示を行っている。また北東側は史跡指定前に土取りのために崩壊したが、北面中央部の崩壊境界部分で土塔の構造断面を見せる露出展示が行われている。土塔周囲には見学路が整備されており、土塔西側、南側に広がる広場は、土塔町公園として市民に開放されている。
土塔北側に土塔復元模型が展示されているが、その塔頂部13層目に八角形の建物を復元している。その建物の形状は、法隆寺夢殿、栄山寺八角堂、室生寺五重塔を参考にして復元している。

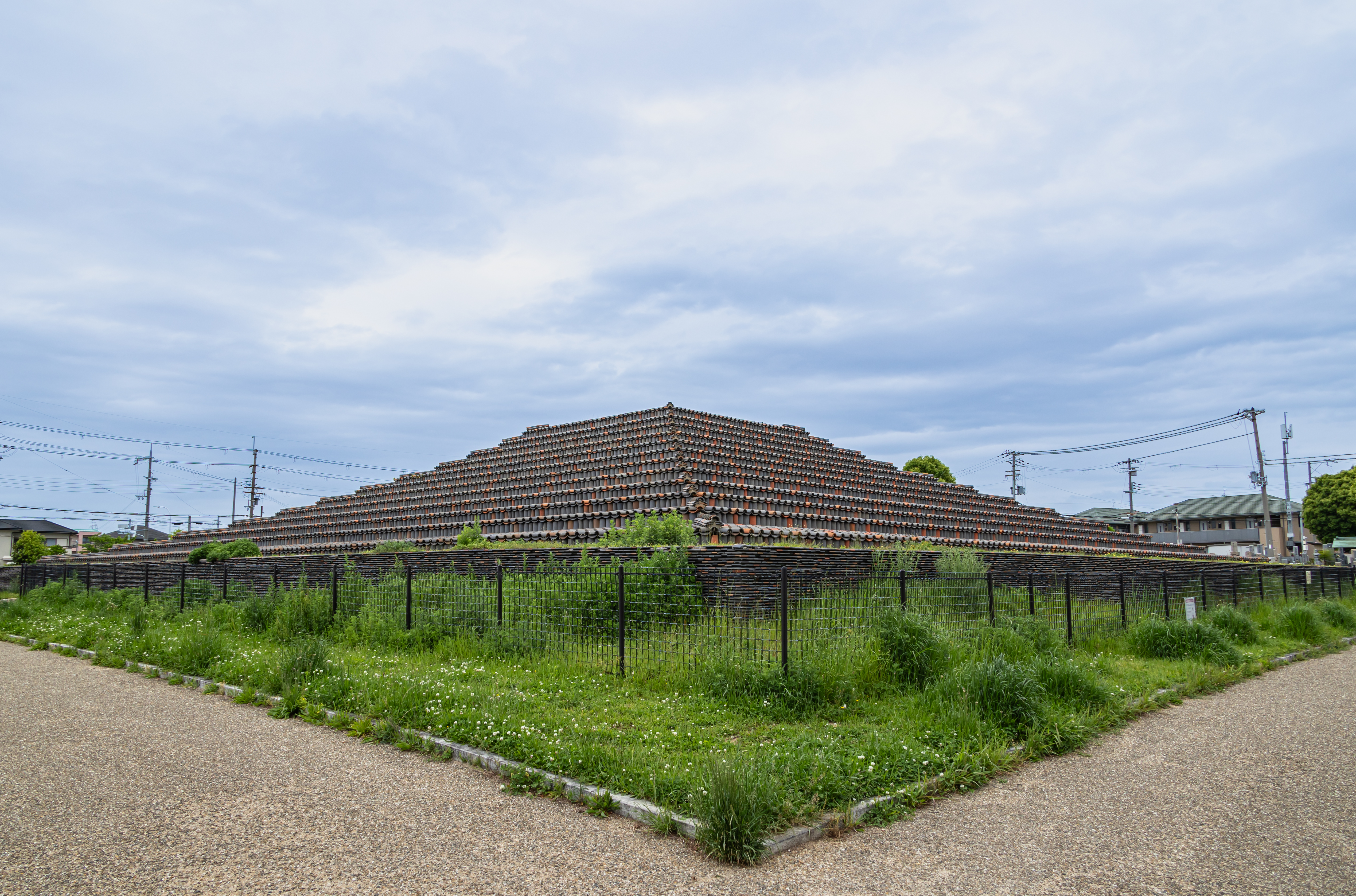
南西隅より
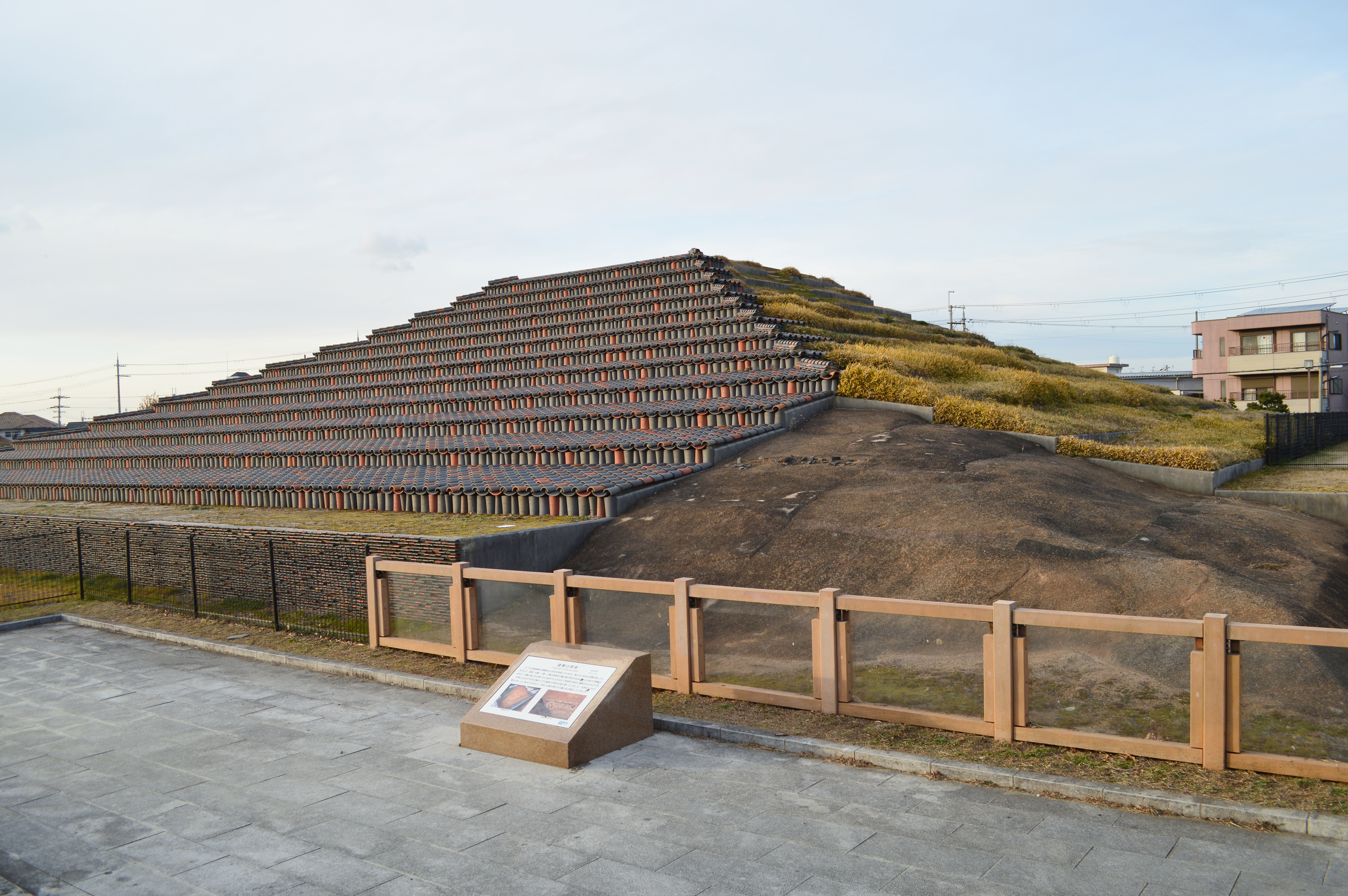
南東隅より 南東隅一部の遺構露出展示
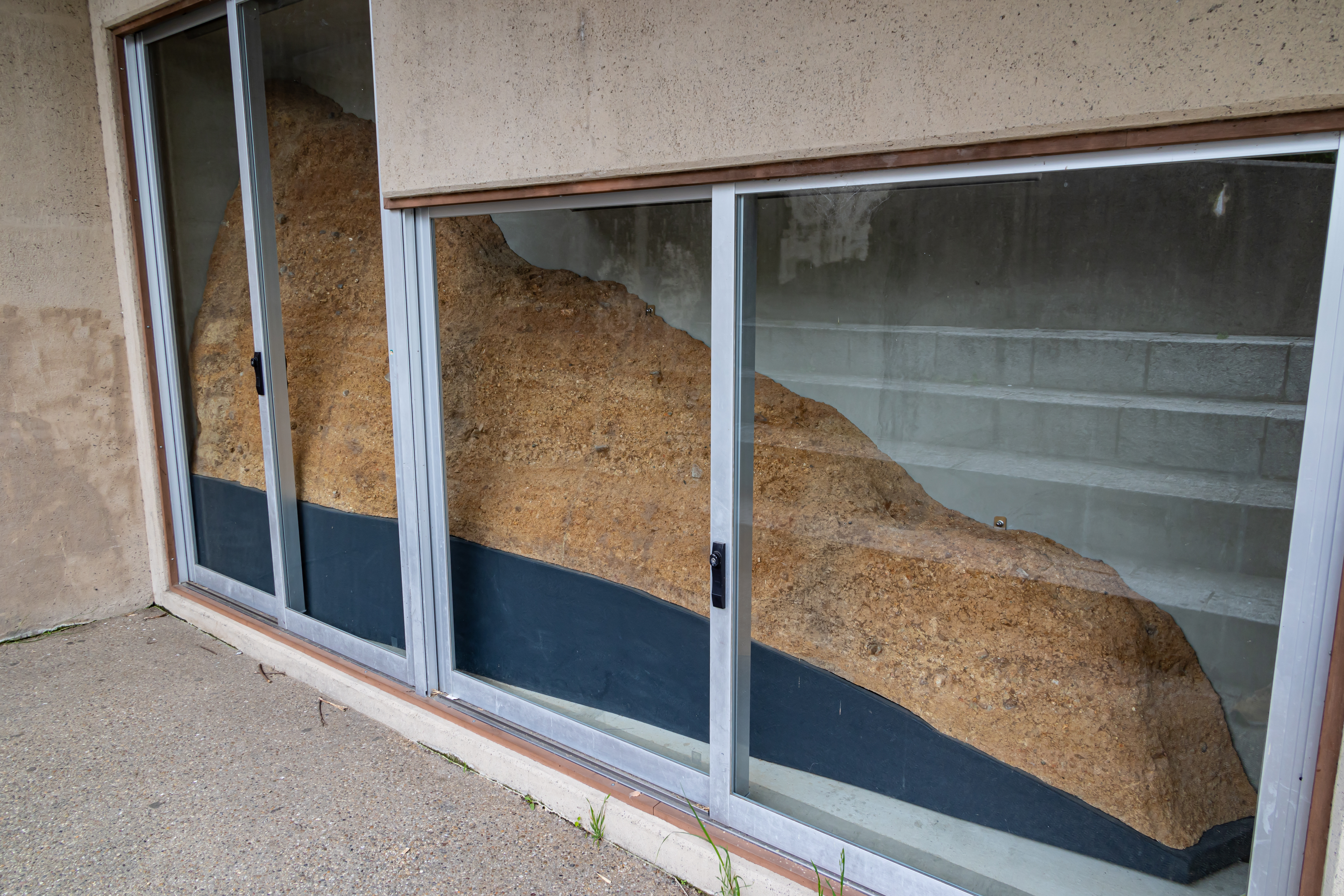
土塔北面の構造断面露出展示
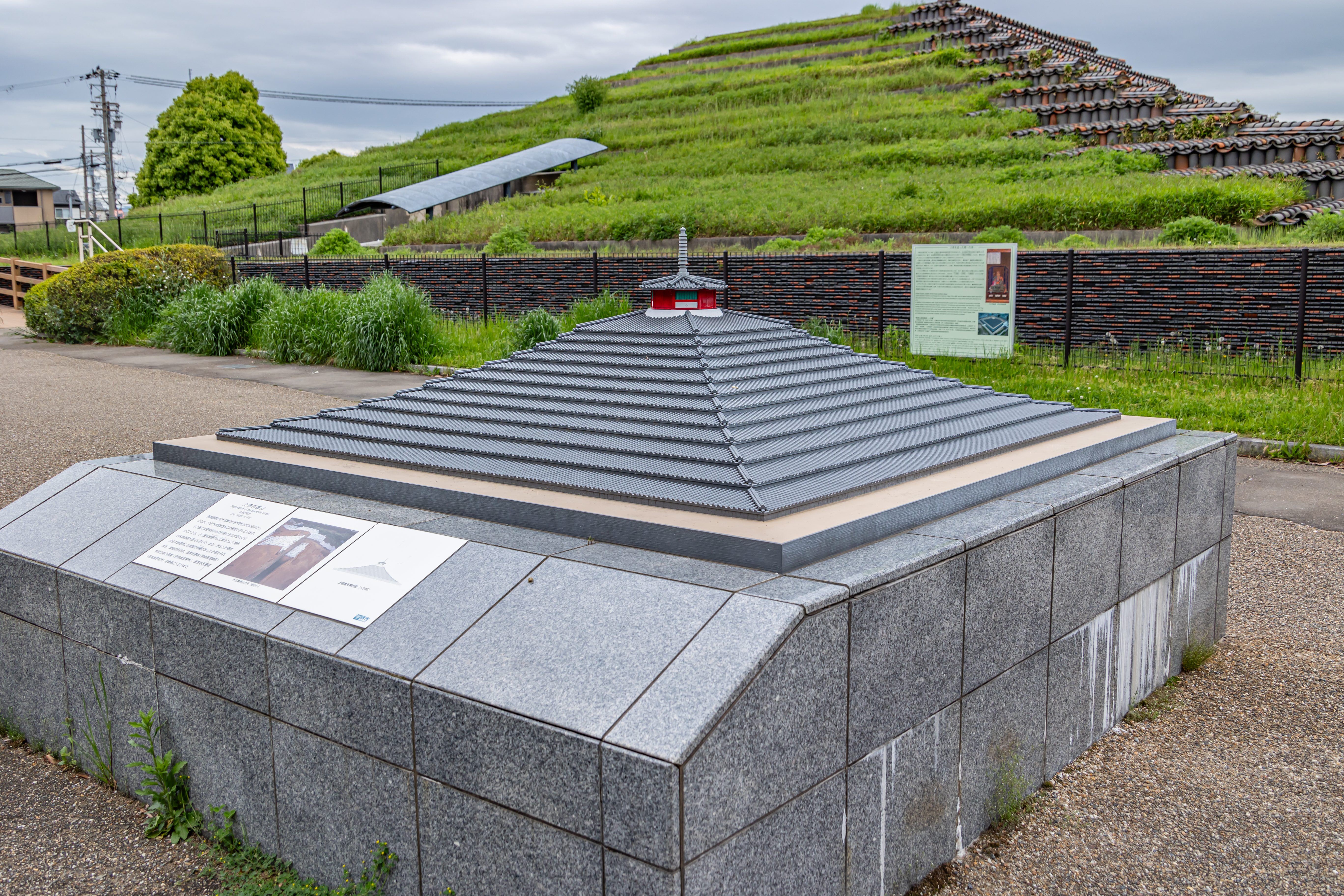
土塔復元模型 後方に土塔北面
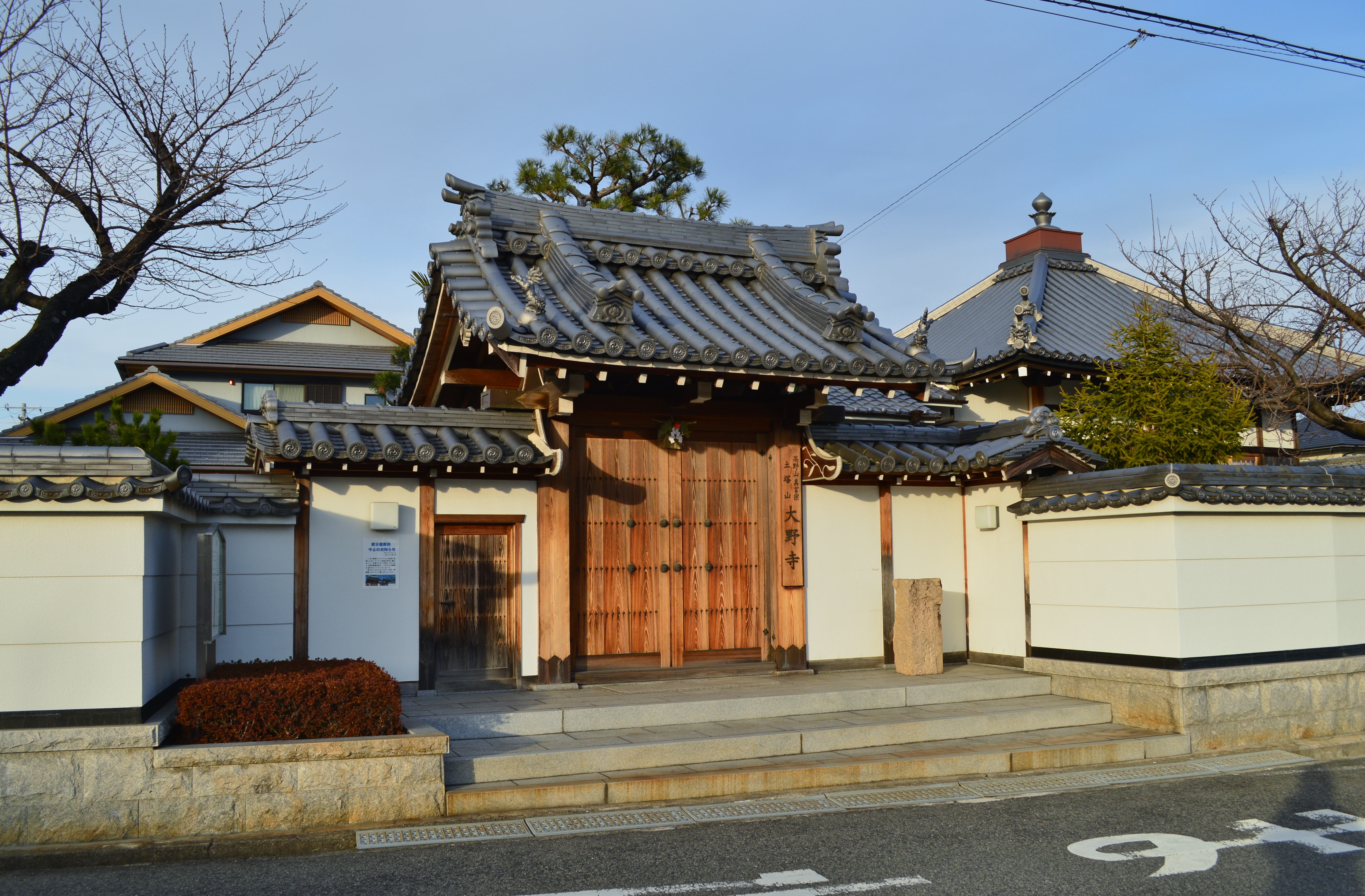
現在の大野寺

## 文化財

### 重要文化財（国指定）

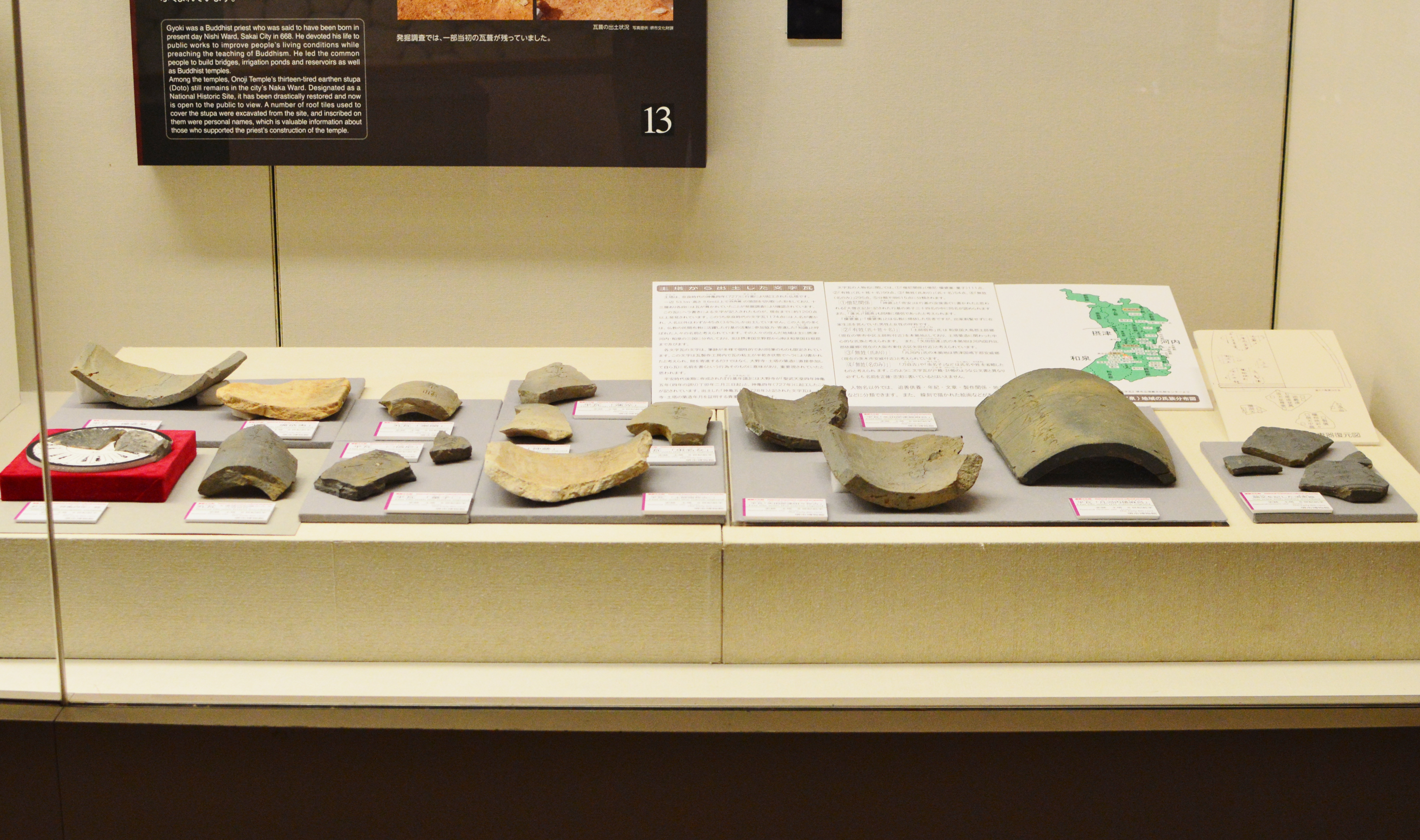
出土品（国の重要文化財）堺市博物館展示。

- 大阪府大野寺跡（土塔）出土品（考古資料） - 堺市博物館保管。2016年（平成28年）8月17日指定[26]。
  - 刻書瓦 780点
  - 軒丸瓦残欠 2点 - 神亀4年の型押銘あり。
  - 刻書須恵器残欠 4点
  - 銭貨残欠 2点
  - 附 刻書瓦残欠 294点

行基が建立した大野寺仏塔と考えられる土塔からの出土品であり、行基の活動やそれを支えた知識とよばれる人々の仏教の浸透を具体的に示す資料として学術的価値が高い[12]。

### 国の史跡
- 土塔 - 1953年（昭和28年）3月31日指定、2005年（平成17年）3月2日に史跡範囲の追加指定[6]。
1953年（昭和28年）に3438 平方メートルが指定され、2005年（平成17年）に1104.9平方メートルが追加指定されたことで、指定面積は4542.9 平方メートルとなった[27]。昭和32年に堺市が史跡の管理団体に指定されている[27]。